# Sakurako Okubo
Sakurako Okubo (大久保 桜子 Ōkubo Sakurako?) (Kanagawa, Japón; 20 de julio de 1998) es una actriz japonesa. Sakurako estuvo representada por Avex Group Holdings Artists Development Division. Sin embargo, en diciembre de 2018 se cambió a Wonderwave como su agencia. El 31 de diciembre de 2020, anunció que se mudaría a HI RANK INDUSTRIES.

## Carrera
Sakuraku inició su debut de actriz con el rol de Hammie la guerrera Chameleon Green en la serie Super Sentai N° 41 Uchū Sentai Kyuranger.

## Filmografía

### Drama TV
| Año     | Título                | Rol                      | Red TV   | Notas |
| ------- | --------------------- | ------------------------ | -------- | ----- |
| 2017-18 | Uchū Sentai Kyuranger | Hammie / Chameleon Green | TV Asahi | [ 4 ] |

### Película
| Año  | Título                                                                                   | Rol                      | Notas             |
| ---- | ---------------------------------------------------------------------------------------- | ------------------------ | ----------------- |
| 2017 | Doubutsu Sentai Zyuohger vs. Ninninger the Movie: Super Sentai's Message from the Future | Chameleon Green          | Rol de voz        |
| 2018 | Uchu Sentai Kyuranger vs. Space Squad                                                    | Hammie / Chameleon Green |                   |
| 2019 | Lupinranger VS Patranger VS Kyuranger                                                    | Hammie / Chameleon Green |                   |
| 2019 | BLACKFOX: Age of the Ninja                                                               |                          |                   |
| 2022 | Revice Legacy: Kamen Rider Vail                                                          | Yukimi Igarashi (joven)  | [ 5 ] [ 6 ] [ 7 ] |